# Син (династия)
Син (на китайски: 新朝) е краткотрайна китайска династия, включваща само един владетел и обхващаща периода от 9 до 23 г. Основана е от император Уан Ман от династията Хан, който узурпира трона на император Пинди и престолонаследника му Жудзъ Ин. Уан Ман управлява империята над десетилетие, преди властта му да бъде свалена от бунтовници. След смъртта на Уан, монархията Хан е възстановена от император Гуану Ди – далечен потомък на император Дзинди. Поради тази причина, династията Син често се счита за интерегнум на династията Хан, разделяйки я на периода Западна Хан и Източна Хан.
Макар Уан Ман да се опитва да моделира своята династия по идеализиран образец на Джоу и същевременно въвежда реформи, Син се разглежда като нелегитимно управление от много китайски историци. Той е узурпирал трона от законния му наследник, а реформите му са амбициозни и драконови. В крайна сметка, бунтовете сред обществото, комбинирани с набези по границите от страна на Хунну и опустошително наводнение по поречието на Яндзъ, водят до рухване на режима Син. Столица на династията е град Чанан, но след възстановяването на властта на Хан, тя е преместена в Луоян.